# 北村謙次 (漫画家)
北村 謙次（きたむら けんじ、1987年 - ）は、日本の漫画家。京都府出身。
京都嵯峨芸術大学短期大学部マンガ分野卒業（1期生）。
『ニニフと魔法のレストラン』で第70回小学館新人コミック大賞児童向け部門佳作を受賞。

## 作品リスト
- 12時計物語（別冊コロコロコミック・2013年）
- ポケモンX・Y　メガシンカ28連発4コマスペシャル（別冊コロコロコミック・2014年）
- ポケモン・ザ・ムービー XY 破壊の繭とディアンシー（月刊コロコロコミック・2014年）